# Maják Kermorvan
Maják Kermorvan (francouzsky Phare de Kermorvan) je maják, který se nachází severozápadně od přístavu Le Conquet v bretaňském departementu Finistère ve Francii. Stojí na skále na špičce poloostrova Kermorvan, přírodně chráněné lokalitě patřící Conservatoire du Littoral.

## Historie
Stavba majáku byla zahájena v roce 1847 podle plánů inženýrů Louise Plantiera a Menu du Mesnila. Do provozu byl uveden 1. července 1849. V roce 1874 byl u majáku instalován mlhový zvon. V roce 1898 byla v bývalá blízká pevnost Kermorvan upravena pro pobyt strážce majáku a jeho rodiny. Při uvedení do provozu bylo instalováno stálé bílé světlo s Fresnelovou čočkou třetího řádu, která byla kolem roku 1880 vyměněna z čočku třetího řádu. V roce 1889 bylo instalováno zábleskové bílé světlo v intervalu 5 sekund se zdrojem světla ohraničeným čtyřmi panely Fresnelovy čočky třetího řádu (ohnisková vzdálenost 250 mm). Od 5. listopadu 1923 je instalováno blikající světlo. Na konci druhé světové války v roce 1944 byl ušetřen zničení, jeho optika byla demontována a zakonzervována.
Maják Kermorvan je nejzápadnějším pevninským majákem ve Francii. Je spojnicí mezi majáky Lochrist, Trézien a Saint-Mathieu a označuje kanály Helle a Four. Maják byl v roce 2022 restaurován a 1. července 2022 byl otevřen pro návštěvníky.

## Popis
Maják je hranolová věž postavena na půdorysu čtverce z lomového kamene vysoká 20,35 m. Věž je ukončena konzolovou římsou s ochozem ohraničeným kamennou balustrádou a lucernou. Na věži na válcovém podstavci o průměru 1,80 m je posazena lucerna s černou kupolí. Uvnitř je otočná optika se 180 W halogenovou lampou obklopenou čtyřmi panely s Fresnelovými čočkami s ohniskovou vzdáleností 250 mm. Tři kamenné stěny obrácené k moři jsou natřené bílou barvou, čtvrtá obrácena k pevnině a ochoz jsou neomítnuté a bez nátěru.
Maják je s pevninou spojen žulovým mostem. V roce 1994 byl automatizován a je dálkově řízen z Nantes.

## Data
- Výška věže: 20,35 m
- Výška světla: 22 m n. m.
- Dosvit: 22 nm: (40,74 km)
- Charakteristika: Fl W 5s

### Označení
- ARLHS: FRA-024[6];
- Admiralty: A1874;
- NGA: 113-0084[7].

## Galerie

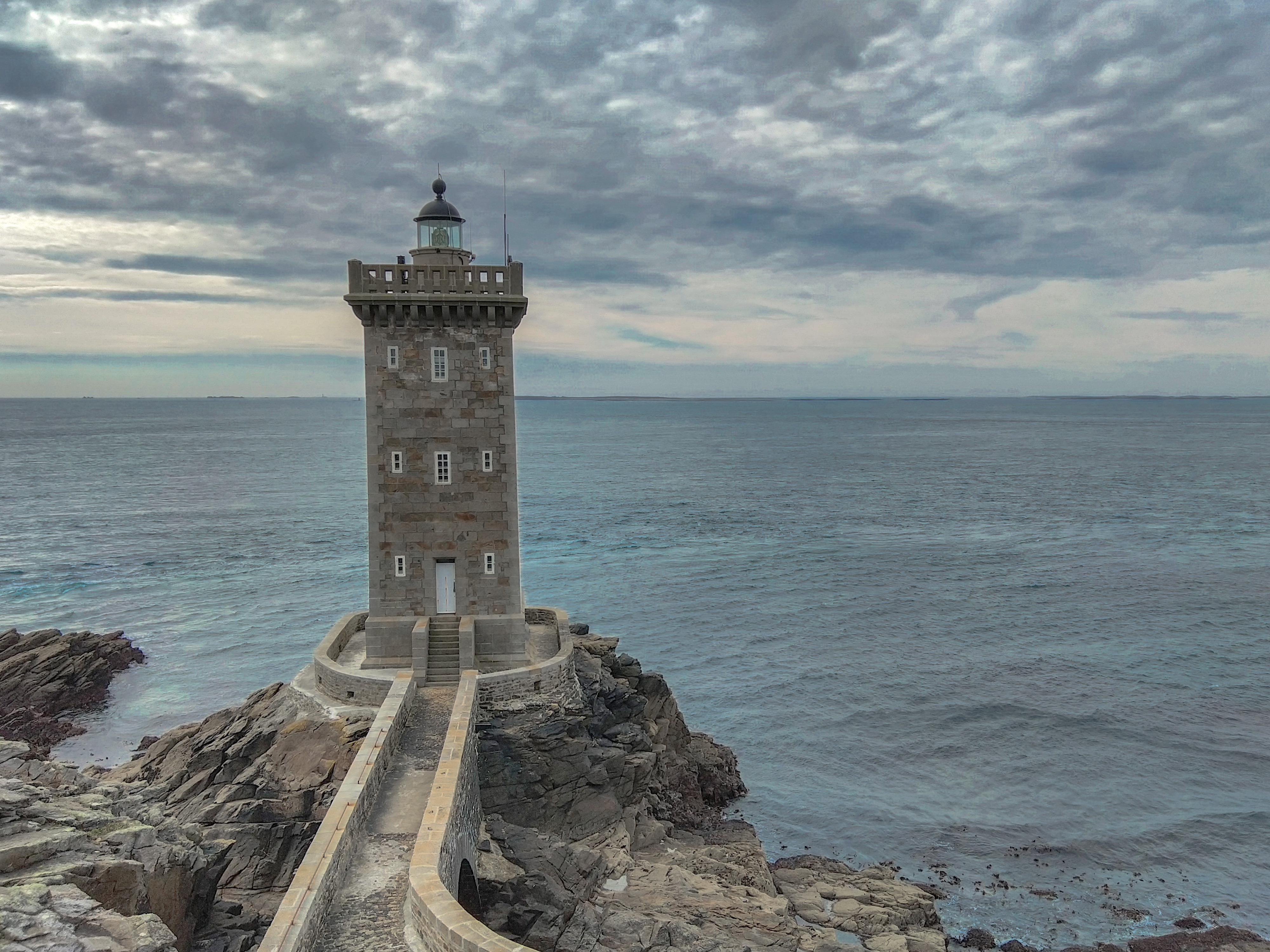
Pohled z pevniny
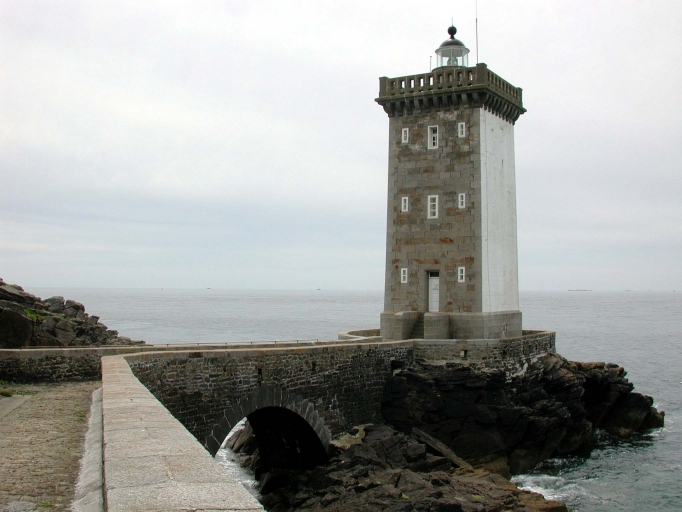
Maják je s pevninou spojen žulovým mostem
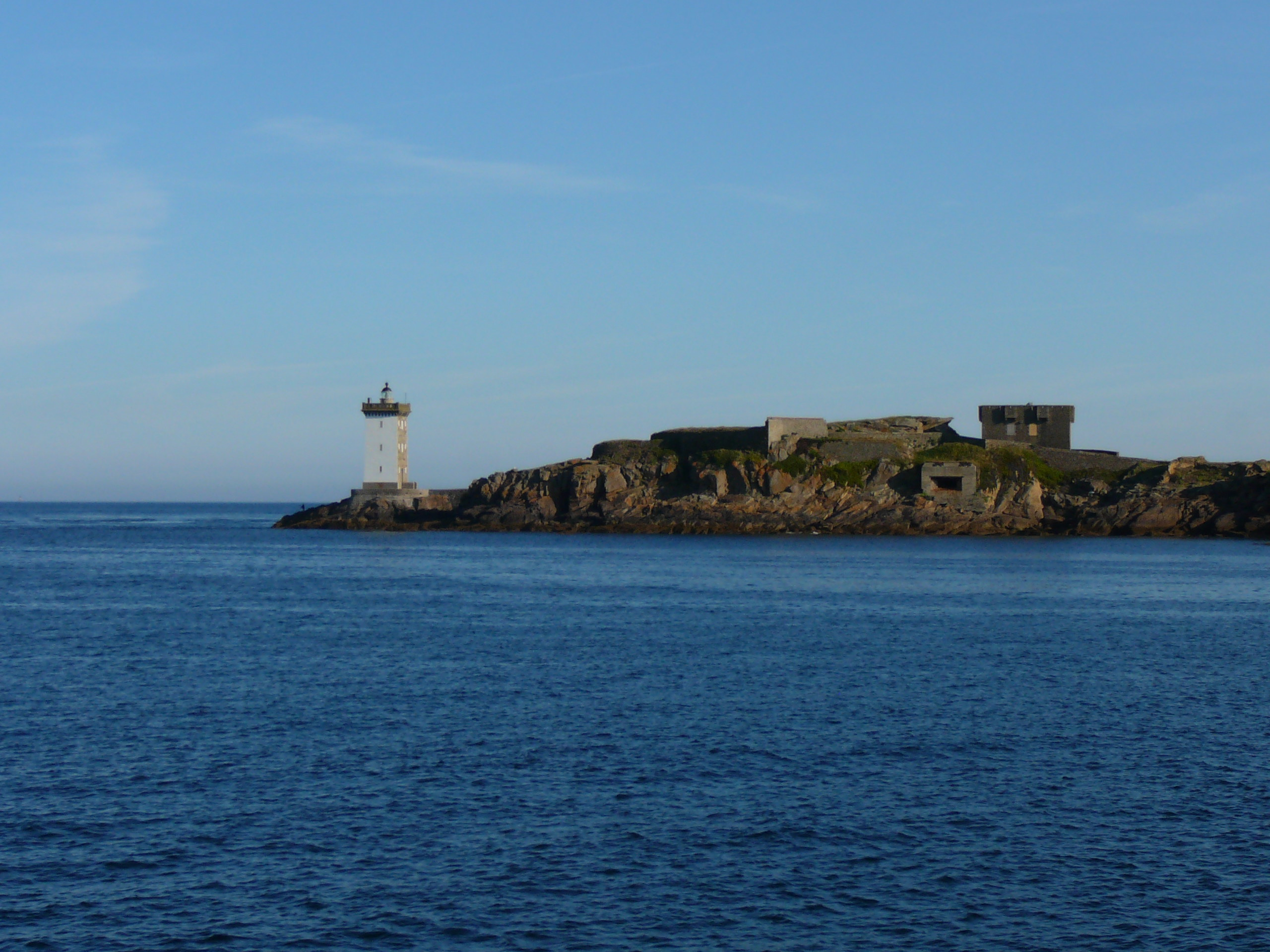
Pohled z moře
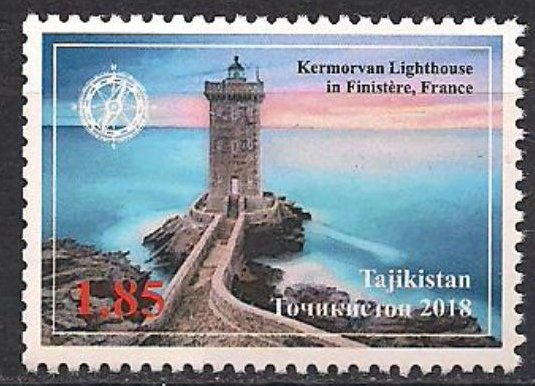
Známka s majákem vydaná v roce 2018 v Tádžikistánu